# Macierz Polska we Lwowie
Macierz Polska – polskie stowarzyszenie oświatowo-wydawnicze założone we Lwowie w 1882 roku z inicjatywy Józefa Ignacego Kraszewskiego oraz Władysława Bełzy.

## Historia
Stowarzyszenie powstało w 1882 z prywatnych fundacji i dzięki nim również prężnie się rozwijało. Jego misją było szerzenie oświaty ludowej wśród społeczeństwa polskiego za pomocą tanich wydawnictw popularnych.
Na czele Macierzy stała Rada Nadzorcza kierowana przez kuratora (pierwszym był Kraszewski, z kolei następnymi marszałkowie Sejmu Krajowego) oraz Rada Wykonawcza składająca się z siedmiu osób (w tym m.in. Jan Amborski, Antoni Małecki, Ludwik Kubala, Mikołaj Zyblikiewicz).
W 1894 ukonstytuował się nowy zarząd, który do oferty wydawniczej dodał dzieła na wyższym poziomie. W 1902 pod przewodnictwem Ludwika Finkla organizacja połączyła się z fundacją im. Tadeusza Kościuszki założoną w 1894, w setną rocznicę insurekcji kościuszkowskiej, dla uczczenia pamięci Naczelnika. Jej założyciele pod przewodnictwem ks. Jerzego Czartoryskiego mieli podobne aspiracje do Macierzy i za cel stawiali sobie m.in. „szerzenie oświaty wśród młodzieży, która opuszcza szkoły ludowe". Połączenie przyczyniło się do umocnienia i dalszego rozwoju organizacji. Fundacja przyniosła Macierzy również nowy kapitał w sumie 67.200 koron..

## Działalność publicystyczna
Organizacja rozwinęła szeroko zakrojoną działalność oświatowo-wydawniczą. W latach 1894—1903 ukazało się w sumie 56 popularnych wydawnictw Macierzy Polskiej przeznaczonych dla ludu z czego 3. przypadło na powiastki moralno-obyczajowe, 28. utwory religijno-patriotyczne, 15. na opowiadania historyczne, 10. na praktyczne publikacje o tematyce gospodarczo rolnej, 6. na różne poradniki w tym "Domowy poradnik lekarski", 2 na książki z dziedziny nauk przyrodniczych.
W 1904 nowy zarząd zainicjował „Bibliotekę Macierzy Polskiej* zawierającą dzieła większe, utrzymane na wyższym poziomie: Śpiewy historyczne Juliana Ursyna Niemcewicza, Skarbiec strzechy polskiej oraz Księga rzeczy polskich Zygmunta Glogera. Ogółem od początku istnienia organizacji do 1904 wybito 756.300 egzemplarzy, z czego sprzedaż własna wyniosła 685.192.
W sumie do wybuchu I wojny światowej (1914) Macierz wydrukowała ok. 1.500.000 książek w tym 180-tysięczny nakład Pana Tadeusza Adama Mickiewicza, Pieśń o ziemi naszej Wincentego Pola, a także cztery edycje dwóch polskich encyklopedii: dwutomowej Encyklopedii zbiór wiadomości z wszystkich gałęzi wiedzy (1898-1907)  oraz czterotomowej Encyklopedii podręcznej ilustrowanej z lat 1905-1906 .